# تسيوانج دولكار خانجكار
تسيوانج دولكار خانجكار (بالإنجليزية: Tsewang Dolkar Khangkar)‏ (من مواليد عام 1959 في كيرونج، التبت والمنفية في الهند)، هي طبيبة تقليدية من بلاد التبت.

## حياتها المبكرة
وُلدت خانجكار في كييرونغ، جنوب بلاد التبت، وذهبت إلى المنفى في الهند عبر نيبال مع والدتها، بعد حوالي عامين من انتفاضة التبت عام 1959حيث مروا بالمعبر الخطير لجبال الهيمالايا مما أسفر عن وفاة أخيها الأكبر

## تعليمها
درست خانجكار الطب التبتي التقليدي وعلم التنجيم في الدراماشالا التبتية بين عامي 1972 و1978. ومن عام 1978 حتى عام 1981، أكملت خانجكار دراستها تحت إشراف والدتها، الدكتورة الشهيرة لوبنسانج دولما خانجكار.

## عيادتها
تدير خانجكار عيادتها الخاصة للطب الشعبي والتداوي بالأعشاب في كالكاجي، جنوب نيودلهي منذ عام 1981، وتعالج المرضى في مومباي وحيدر أباد.
كتبت خانجكار العديد من الكتب عن الطب التبتي، وتُعتبر أخصائية للسرطان.
تقول خانجكار: «يمكن لهذا النظام أن يساهم كثيرًا في تخفيف المعاناة. إذا تم الاعتراف به من قبل الحكومة الهندية، يمكن للطلاب إجراء الأبحاث لأننا لا نملك أي بلد خاص بنا، إن الطب التبتي تطور كإستقراء لأساليب الشفاء من الهند والصين واليونان وحتى بلاد فارس، والتي تم تدوينها في النصوص المقدسة أو» الدوائية«وتفسيرها مع الفهم البوذي للعلاج بالأعشاب إلى فرع منفصل من المعرفة.»

## أسرتها
تزوّجت خانجكار في عام 1977 من المثقف التبتي داندونب الذي أنجبت منه ثلاث بنات، ولا يزال اثنان منهم يعيشان.

## منشوراتها
- الصحة والوئام من خلال توازن نبضات القلب: علم التشخيص، مع لوبسانج دولما خانجكار، مطبوعات يارلونغ، 1990
- رحلة إلى سر الطب التبتي: استناداً إلى محاضرات الدكتورة دولم، مع لوبسانغ دولما خانجكار، مطبوعات يارلونغ، 1990
- الطب حول العالم ISBN(رقم دولي معياري للكتاب) 2268024911
- الطريقة البوذية للعلاج ISBN(رقم دولي معياري للكتاب) 2-84445-054-7

## روابط خارجية
- Dolkar Herbal, on facebook